# 潘琚
潘琚（1439年—？），字廷用，浙江金華府金華縣人，明朝政治人物。進士出身。

## 生平
順天府鄉試第三十一名。天順八年（1464年）甲申科會試第一百八十一名，殿試登進士第二甲第四十八名。

## 家族
曾祖潘仲德。祖父潘士可。父亲潘惠。